# Autorlando Sport
Autorlando Sport est une écurie de sport automobile italienne.

## Histoire

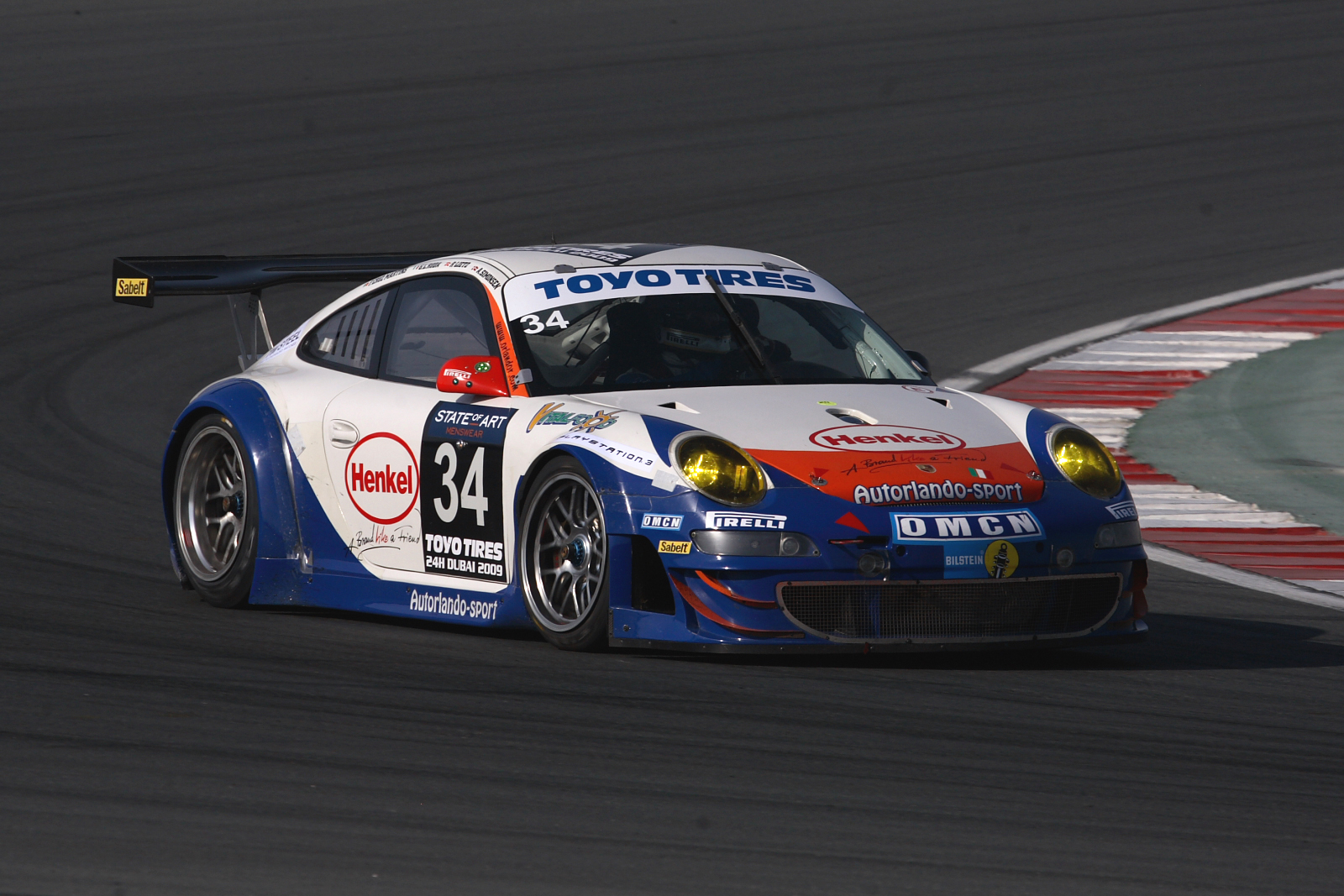
Richard Lietz à bord de la Porsche 911 GT3 RSR (997) lors des 24 Heures de Dubaï 2009.

De 2002 à 2005, l'écurie participe au championnat FIA GT, exploitant successivement divers modèles de Porsche, comme les 911 GT3 R (996), 911 GT3 RS (996) et 911 GT3 RSR (996),.
En 2007, l'écurie dispute les 24 Heures du Mans avec une Porsche 911 GT3 RSR (997). L’équipage composé de Pierre Ehret, Lars-Erik Nielsen et Allan Simonsen, termine à la vingt-et-unième place du classement général, et au troisième rang de la catégorie GT2. La même année, l'écurie remporte le championnat International GT Open avec les pilotes : Richard Lietz et Joël Camathias.
En 2009, Richard Lietz et Gianluca Roda remporte cinq courses en International GT Open  avec la 911 GT3 RSR. Lors de la finale qui a lieu en Catalogne, l'équipage termine deuxième du championnat. La saison suivante, l'équipage est reconduit.
Le 17 avril 2011, à Monza, Autorlando Sport remporte la toute première course des Blancpain Endurance Series.
En 2014, Autorlando Sport titularise Matteo Beretta.
En 2015, la Porsche 911 GT3 R (997) de l'écurie, remporte la deuxième manche de l'Endurance Champions Cup qui a lieu à Monza.